# Коконь
Коконь, Коконі (рум. Coconi) — село у повіті Келераш в Румунії. Входить до складу комуни Минестіря.
Село розташоване на відстані 66 км на схід від Бухареста, 35 км на захід від Келераші, 140 км на захід від Констанци.

## Населення
За даними перепису населення 2002 року у селі проживали 1129 осіб, з них 1128 осіб (99,9%) румунів. Усі жителі села рідною мовою назвали румунську.